# Big Pines (California)
Big Pines es un área no incorporada ubicada en el condado de Los Ángeles en el estado estadounidense de California.

## Geografía
Big Pines se encuentra ubicada en las coordenadas 34°22′44″N 117°41′24″O / 34.37889, -117.69000.